# Zuzana Chalupová

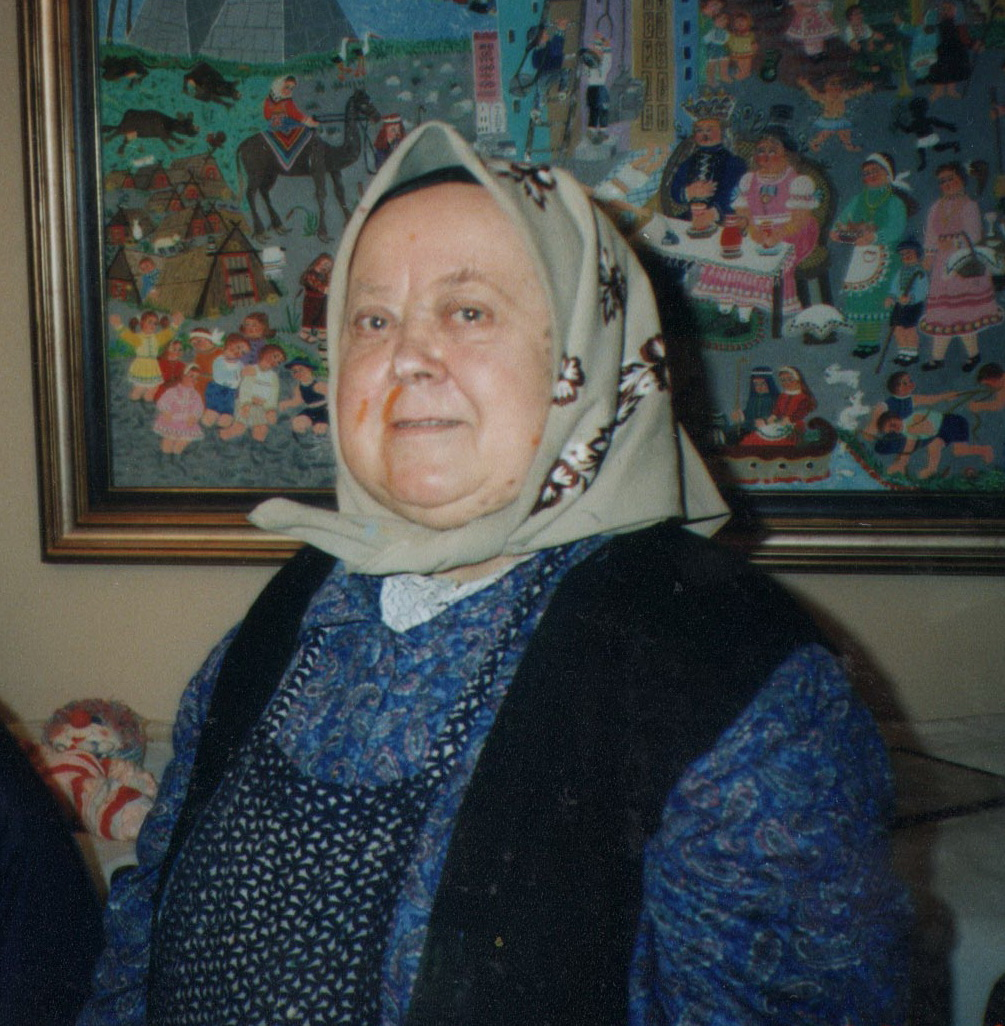
Chalupová vor einem ihrer Gemälde (Januar 2001)

Zuzana Chalupová (serbisch: Зузана Халупова; * 5. Februar 1925 in Kovačica; † 1. August 2001 ebenda) war eine serbische Malerin slowakischer Herkunft. Ihr Werk zeichnet sich durch farbenreiche Kompositionen mit kindlich-märchenhafter Anmutung aus, wobei die Darstellung von Kindern ein zentrales Motiv bildet. 

## Leben
Chalupová lebte und arbeitete ihr ganzes Leben in Kovačica, einer Stadt in der Vojvodina, und erhielt lediglich eine Grundschulausbildung. In den 1950er-Jahren fertigte sie kunsthandwerkliche Textilien mit traditionellen Mustern an, deren Verkauf ihr den Einstieg in die Malerei ermöglichte. Ihr erstes Ölgemälde, Mlaćenje konoplja („Hanfklopfen“), entstand 1964. Bereits früh stellte sie erfolgreich in regionalen Museen und bei Kunstfestivals aus.
Die erste Einzelausstellung fand 1968 in Dubrovnik statt; alle Werke wurden von internationalen Sammlern erworben. In der Folge war Chalupová weltweit präsent, u. a. in Frankreich, Deutschland, der Schweiz, den USA, dem Vereinigten Königreich und Japan.

## Werk
Obwohl sie selbst keine Kinder hatte, prägten Kinderdarstellungen ihr gesamtes Œuvre. Auch Erwachsene erscheinen in ihren Gemälden oft in kindlicher Gestalt. Weitere wiederkehrende Themen waren Winterlandschaften, die Kirche von Kovačica sowie religiöse Szenen.
Ein Teil ihres Schaffens war humanitären Zwecken gewidmet. Für das Internationale Komitee vom Roten Kreuz entstand ein monumentales Gemälde mit kindlichen und karitativen Motiven. 1974 malte sie für UNICEF Children of the UN; im selben Jahr wurde ihr Werk Zima („Winter“) weltweit durch das UNICEF-Postkartenprogramm verbreitet. Chalupovás Gesamtwerk umfasst über 1.000 Gemälde, von denen viele in der Galerie der Naiven Kunst in Kovačica ausgestellt sind. Einige Werke Chalupovás befinden sich außerdem in der Sammlung Zander in Köln.
Für ihre Verdienste wurde sie von der slowakischen Kulturinstitution Matica slovenská mit dem Orden der Heiligen Kyrill und Methodius ausgezeichnet.